# Hhohho (vùng)
Hhohho (tọa độ  26°00′N 31°30′Đ / 26°N 31,5°Đ) là một vùng của Eswatini, nằm ở phía tây bắc đất nước. Vào năm 2017, dân số của vùng là 320.651 người. Nó giáp với tỉnh Mpumalanga của Nam Phi ở phía bắc và tây, vùng Lubombo ở phía đông nam và với vùng Manzini, ở phía tây nam. Trung tâm hành chính là thủ đô của đất nước, Mbabane. Chỉ số phát triển con người vào năm 2017 là 0,623.

## Lịch sử
Vùng đất ngày nay là Hhohho đã có người Khoisan sinh sống từ lâu. Sau đó, những người định cư vùng Baltu có nguồn gốc Nguni và Soto đã thành lập các khu định cư trong khu vực. Vùng đất này sau đó đã bị vua Sobhuza I chinh phục vào đầu thế kỷ 19 khi ông tái định cư thủ đô của mình từ Zombodze ở Shiselweni ngày nay, đến Zombodze ở trung tâm Eswatini. Các bộ tộc Soto như Gama, Mnisi và Magagula, và các bộ tộc Nguni như Maseko, đã được hợp nhất vào nhà nước Swazi. Thủ đô hoàng gia Sobhuza được xây dựng dưới dạng thung lũng Ezulwini (thung lũng thiên đường). Vùng đất này được chọn bởi sự bất khả xâm phạm của những kẻ xâm lược, và vì sự màu mỡ của nó, và những dòng sông tốt.
Dưới sự cai trị của vua Mswati II, thủ đô hoàng gia của nhà vua được xây dựng ở phía bắc của đất nước và được gọi là Hhohho. Đây là tên viết tắt của vùng Hhohho. Điều này đã nhanh chóng chuyển trung tâm chính trị của Eswatini về phía bắc, trước tiên để giảm thiểu nguy cơ xâm lược của lực lượng Zulu từ phía nam, và sau đó để mở rộng và chinh phục các vùng đất ở phía bắc. Thật vậy, quân đội của Mswati đã mở rộng lãnh thổ của Eswatini. Nhiều tiền đồn hoàng gia đã được xây dựng tại các thị trấn hiện thuộc tỉnh Mpumalanga của Nam Phi. Mất lãnh thổ xảy ra sau khi triều đại của Mswati kết thúc, và được thúc đẩy bởi những thợ săn nhượng bộ, và những người định cư trong lãnh thổ trở thành Cộng hòa Transvaal.
Những cuộc phiêu lưu khai thác khác diễn ra ở thị trấn Bulembu lân cận, nơi sau này, amiăng đã được khai thác. Thị trấn Ngwenya ở biên giới phía tây Eswatini với Nam Phi, là nơi có mỏ quặng sắt lâu đời nhất được biết đến trên thế giới. Khai thác quy mô thương mại diễn ra trong mỏ cho đến năm 1977.

## Kinh tế
Hhohho là khu vực kinh tế phát triển nhất của Eswatini. Là quê hương của thủ đô của đất nước và là nơi lưu giữ một phần đáng kể của hành lang Manzini-Mbabane, nơi đây có dân số đô thị hóa lớn nhất Eswatini. Nền kinh tế của khu vực bị chi phối bởi các dịch vụ, du lịch và lâm nghiệp. Thủ đô Mbabane là nơi đặt trụ sở của nhiều tập đoàn Eswatini. Ngân hàng trung ương của Eswatini được đặt tại Mbabane.

## Giáo dục
Một khuôn viên của Đại học quốc gia Eswatini nằm ở Mbabane, và chuyên về khoa học sức khỏe và môi trường. Đại học Công nghệ Eswatini (SCOT), cũng được đặt tại Mbabane, và tập trung vào các ngành kỹ thuật khác nhau. Các tổ chức đại học gần đây trong khu vực là Đại học Thiên chúa giáo Eswatini và một cơ sở của Đại học Limkokwing.